# Partit dels Socialistes de la República de Moldàvia
El Partit dels Socialistes de la República de Moldàvia (romanès Partidul Socialiştilor din Republica Moldova, PSRM), reanomenat el 2005 Partit Socialista de Moldàvia - Pàtria (romanès Partidul Socialiştilor din Moldova "Patria-Rodina") és un partit polític de la República de Moldàvia d'ideologia comunista.

## Història
El Partit dels Socialistes de la República de Moldàvia (PSRM) va ser fundat l'any 1997 per membres del Partit Socialista de Moldàvia. El congrés fundacional va tenir lloc el 29 de juny de 1997 a Chisinau, en què Veronica Abramciuc i Eduard Smirnov van ser elegits com a copresidents del nou partit, i no va obtenir representació a les eleccions legislatives moldaves de 1998, eleccions legislatives moldaves de 2001 ni a les eleccions legislatives moldaves de 2005 en què es va presentar dins la coalició Bloc Electoral Pàtria - Rodina juntament amb el Partit Socialista de Moldàvia i va obtenir el 4,97% dels vots i cap escó. A les eleccions legislatives moldaves d'abril de 2009 i les subseqüents de juliol no es va presentar i donà suport al Partit dels Comunistes de la República de Moldàvia (PCRM) i Abramciuc fou escollida diputada al Parlament de Moldàvia en les llistes del PCRM.
El 2011, Igor Dodon, antic membre del PCRM, es va unir al partit i el 4 de novembre de 2011 Abramciuc, Dodon i Zinaida Greceani van abandonar el grup parlamentari del PCRM per quedar com a no adscrits i pocs dies després van constituir al parlament un Grup Socialista. Dodon va ser elegit com a president el 18 de desembre de 2011. El 4 de juny de 2013, Abramciuc i el seu marit, Valentin Crâlov, van ser exclosos de la direcció del partit per accions que serien perjudicials per al moviment socialista.
El 2014 es va presentar de nou en solitari, quedant en primera posició obtenint el 20,71 per cent dels vots per davant del PCRM, que va obtenir el 17,76 per cent, però Chiril Gaburici del Partit Liberal Democràtic de Moldàvia (PLDM) va formar govern amb una coalició de PLDM, Partit Democràtic de Moldàvia (PDM) i Partit Liberal (PLR).
Igor Dodon va vèncer en la segona volta de les eleccions presidencials de Moldàvia de 2016 amb el 52,11 % dels vots a Maia Sandu del Partit d'Acció i Solidaritat (PAS). El 18 de novembre de 2016, Zinaida Greceani va ser escollida presidenta del Partit.
Com a resultat de les eleccions legislatives de Moldàvia de 2019, el partit va quedar en primer lloc i el 8 de juny Zinaida Greceani fou escollida com a 12a presidenta del Parlament de Moldàvia i Maia Sandu Primera ministra de Moldàvia amb una coalició de Plataforma Dignitat i Veritat (PPDA), Partit d'Acció i Solidaritat (PAS) i PSRM provocant una breu crisi constitucional. El Partit Democràtic de Moldàvia (PDM) elevar una petició al Tribunal Suprem, al·legant que el govern no s'havia format a temps, doncs el termini acabava el 7 de juny, concloent que s'havien de celebrar eleccions anticipades. L'endemà, el Tribunal va suspendre el president de Moldàvia Igor Dodon per no haver dissolt el parlament, i va nomenar l'ex primer ministre Pavel Filip del PDM com a president en funcions, que va emetre immediatament un decret de dissolució del parlament, que el nou govern va considerar il·legal i el 15 de juny de 2019, el Tribunal Constitucional va revisar i declarar constitucionalment creat el Gabinet de Sandu. Sandu fou destituïda en una moció de censura el 12 de novembre d'aquell mateix any per l'esborrany de llei assumit pel govern per delegar una part de les seves competències plenàries al primer ministre per proposar una "llista curta" amb els candidats al càrrec de fiscal general. El seu govern fou substituït per un govern de coalició entre PSRM i PDM encapçalat per Ion Chicu, del PDM.
Després de ser derrotat a les eleccions presidencials de Moldàvia de 2020, Dodon va tornar com a president del PSRM.
A les eleccions legislatives moldaves de 2021 el PAS va obtenir la majoria absoluta i el novembre de 2021 Igor Dodon va anunciar la seva sortida del partit, però el 18 de desembre va ser elegit president honorari dels socialistes, i el 29 de gener de 2022 Vlad Batrincea fou nomenat líder del partit. L'11 d'abril de 2023, Igor Dodon va ser nomenat president del PSRM en substitució de Vlad Batrincea, i Zinaida Greceanîi elegida presidenta honorífica del partit. El 23 de març de 2024 Igor Dodon va ser reelegit com a president del PSRM, i Zinaida Greceanîi reelegida presidenta honorífica del partit.
A les eleccions presidencials de Moldàvia de 2024, Alexandr Stoianoglo, el candidat del PSRM, va accedir a la segona ronda electoral, però Maia Sandu del PAS fou reelegida.

## Resultats electorals

### Eleccions legislatives
| Parlament de Moldàvia | Parlament de Moldàvia             | Parlament de Moldàvia | Parlament de Moldàvia | Parlament de Moldàvia | Parlament de Moldàvia | Parlament de Moldàvia | Parlament de Moldàvia | Parlament de Moldàvia | Parlament de Moldàvia |
| Any                   | Líder                             | Vots                  | Vots                  | Vots                  | Vots                  | Vots                  | Pos.                  | Govern                |                       |
| Any                   | Líder                             | Vots                  | %                     | ± pp                  | Escons                | +/–                   | Pos.                  | Govern                |                       |
| --------------------- | --------------------------------- | --------------------- | --------------------- | --------------------- | --------------------- | --------------------- | --------------------- | --------------------- | --------------------- |
| 1998                  | Veronica Abramciuc Eduard Smirnov | 9.514                 | 0,59                  | N/D                   | 0 / 101               | N/D                   | 12è                   | Extraparlamentari     |                       |
| 2001                  | Veronica Abramciuc Eduard Smirnov | 7.277                 | 0,46                  | 0,13                  | 0 / 101               | =                     | 15è                   | Extraparlamentari     |                       |
| 2005                  | Veronica Abramciuc Eduard Smirnov | 77.490                | 4,97                  | 4,51                  | 0 / 101               | =                     | 4t                    | Extraparlamentari     |                       |
| Abril 2009            | Veronica Abramciuc                | No hi participa       | No hi participa       | No hi participa       | No hi participa       | No hi participa       | No hi participa       | No hi participa       |                       |
| Juliol 2009           | Veronica Abramciuc                | No hi participa       | No hi participa       | No hi participa       | No hi participa       | No hi participa       | No hi participa       | No hi participa       |                       |
| 2010                  | Veronica Abramciuc                | No hi participa       | No hi participa       | No hi participa       | No hi participa       | No hi participa       | No hi participa       | No hi participa       |                       |
| 2014                  | Igor Dodon                        | 327.912               | 20,51                 | 20,51                 | 25 / 101              | 21                    | 1r                    | Oposició              |                       |
| 2019                  | Zinaida Greceanîi                 | 441,191               | 31,15                 | 10,64                 | 35 / 101              | 10                    | = 1r                  | Governs de coalició   |                       |
| 2021                  | Igor Dodon                        | 398.678               | 27,17                 | 3.98                  | 22 / 101              | 13                    | 2n                    | Oposició              |                       |